# Bisbetó
El bisbetó és una tradició nadalenca d'origen medieval que consisteix en escollir i dotar de la màxima autoritat un dels escolans el dia de Nicolau de Mira. Els textos escrits amb motiu de la festa s'anomenen Sermó del Bisbetó.

## Context
En el context de les festes d'hivern sorgeixen les dignitats o autoritats efímeres, que en les esglésies catedrals o monacals donen lloc a l'elecció del Bisbetó, l'Episcopellum o Episcopus puerorum o scholarium, l'Abatellum o Abbas parvulorum, que s'escollia el dia de Nicolau de Mira i que designava la seva cúria juvenil. Exercia el seu mandat durant la vigília i el dia dels Innocents, quan es vestia de pontifical, amb mitra, anell, guants i crossa d'autoritat. A Vic, els actes de la festa dels Innocents rebien el nom de mysterium sollempne i, efectivament, la impressió és que arreu l'ofici era solemne i seriós, a imitació del veritable quefer episcopal. A la catedral de Mallorca el Bisbetó ja es documenta el 1343 i exercia el seu rol en la festivitat de Joan Evangelista: abans de cantar completes, «quant serà alt a la trona, partirà las suas rendes, ab rims e alegria per rahó de las festas», això és, amb un sermó en vers en què faria donacions entre els assistents. La consueta de la Seu d'Urgell (segle xv) assenyala que els pueri tenien el seu episcopum proprium que, en les segones vespres de Sant Joan Evangelista, oficiava i donava benediccions, com també passa a les catedrals de Barcelona, Tarragona, Elna, València o Perpinyà. Al segle xvi l'acte perd el seu sentit originari i s'acaba prohibint. Al monestir de Montserrat s'ha conservat com a festa dels escolans (6 de desembre).

## Significació
La consueta gironina de 1360 anota expressament que, el dia dels Innocents, els clergues han de servir com ho fan els escolans la resta dels dies, portant els ciris i els llibres litúrgics i proveint l'encenser, mentre que els joves duen a terme el menester dels eclesiàstics. De fet, quan s'entonava el magníficat i es deia el versicle «va deposar els poderosos del setial i va exaltar els humils», el prelat titular cedia la seva càtedra al Bisbetó, des d'on assistia a missa, feia el sermó i donava la benedicció, com s'assenyala en la consueta lleidatana del segle xiv. Era una cerimònia prescriptiva vinculada a l'acte d'humilitat que suggereixen l'expressat himne i altres passatges evangèlics, i tots els eclesiàstics eren comminats a retre homenatge al petit bisbe.
En català, se'n conserven dos textos en vers: un del segle xiv, que s'hauria pogut usar en allò que la Consueta de Sagristia mallorquina anomena «lo entramès del bisbató», en què l'escolà que fa de petit bisbe demana silenci i atenció al públic oient i passa a relatar breument la vida de sant Nicolau, patró dels escolans, per acabar donant absoltes i convidant a dinar els participants. Es tracta de parlaments molt vius, espontanis i col·loquials, adreçats directament a un públic que escolta. El segon text, del segle xv, és un llarg sermó satíric inspirat en aquells monòlegs dramàtics propis de la jornada dels Innocents, però de caràcter paròdic.